# São Bartolomeu de Via Glória
São Bartolomeu de Via Glória é uma aldeia no concelho de Mértola, na região do Alentejo, em Portugal.

## Descrição
A aldeia situa-se na Estrada Nacional 506, que ali entronca com a EM 507, estabelecendo a ligação com a EN 124 em Alcoutim.
Os equipamentos presentes em São Bartolomeu da Via Glória incluem uma escola e um cemitério.
Do ponto de vista cultural, destaca-se a Associação Via Criativa - Design para o Desenvolvimento Local, sedeada em São Bartolomeu de Via Glória, que tem como finalidade «revitalizar o concelho de Mértola, através do aproveitamento do seu potencial natural e cultural, combatendo a desertificação humana e territorial», através do desenvolvimento de «indústrias criativas e do turismo multitemático [...] combinando design e património com práticas agrícolas rurais e ofícios artesanais, entre outras sinergias». A povoação tem sido alvo de várias iniciativas culturais por parte tanto da Câmara Municipal como da Junta de Freguesia, incluindo o Encontro de Poesia e Mercadinho da Aldeia, este último com a finalidade de reviver algumas tradições que se praticavam em outros tempos nesta localidade». Em termos de património, é de especial importância a Igreja Paroquial de Via Glória.

## História
A área da aldeia terá sido habitada pelo menos desde a época romana, tendo sido local de passagem de vias, que poderão ter sido a origem do topónimo de Via Glória. Nas imediações da Igreja Paroquial encontram-se vários núcleos de vestígios arqueológicos, correspondentes a uma antiga povoação, ocupada entre os séculos V ou VI até XI ou XII, período que corresponde desde a era romana até ao domínio islâmico, e que poderá ter sido a localização original da aldeia moderna.
Foram igualmente encontrados os vestígios de outros dois povoados da época islâmica nas imediações de São Bartolomeu de Via Glória: um situa-se na Alcaria do Pinto, a Norte da aldeia e perto da Ribeira da Lampreia, e consiste numa alcaria, ou uma pequena povoação, enquanto que o outro encontra-se a ocidente da aldeia, na área do Cerro das Oliveiras. Destaca-se também a presença de um forno, provavelmente utilizado durante as épocas moderna e contemporânea, e situado igualmente perto da ribeira da Lampreia.
A Igreja Paroquial terá sido construída no século XVI. A escola primária de São Bartolomeu da Via Glória existe pelo menos desde 1923, uma vez que uma notícia publicada em 9 de Dezembro deste ano no jornal O Algarve refere que a professora Maria Lucia Arez Pontes tinha sido transferida dali para a escola do ensino primário de Pêra, em Silves. Em 14 de Outubro de 1971 foi emitida a Portaria n.º 559, que extinguiu o Posto de Registo civil de São Bartolomeu da Via Glória.
Em Setembro de 2017, a Associção Via Criativa organizou a primeira edição do evento Encontro Criativo, que teve lugar no edifício da Escola Primária, e incluiu a exposição de trabalhos de artistas nacionais, espanhóis e franceses. Em 2021 a autarquia de Mértola desenvolveu um programa cultural para a promoção da literacia, que passou pela realização de iniciativas em vários pontos do concelho, incluindo em São Bartolomeu de Via Glória. Em Fevereiro de 2022, a Câmara Municipal de Mértola anunciou que tinha sido concluída a empreitada da empresa das Águas Públicas do Alentejo para a expansão do sistema de abastecimento do Monte da Rocha, permitindo a distribuição de água a várias localidades no concelho, incluindo São Bartolomeu de Via Glória. Outras obras feitas na primeira metade da década de 2020 na aldeia incluem a construção de gavetões no cemitério, a pavimentação de ruas e estradas de acesso, a instalação de novas antenas de comunicações, e o arranjo dos espaços exteriores da escola.